# 塔尔帕罗
塔尔帕罗（英語：Talparo）是东加勒比海岛国特立尼达和多巴哥特立尼达岛中西部的一个农村社区，位于塔瓦基特北部和阿里马南部，由库瓦-塔瓦基特-塔尔帕罗地区（原圣乔治郡）管辖，2011年人口1,661。
10°30′N 61°16′W / 10.500°N 61.267°W